# Moliera2
Moliera2 (poprzednio Modern Commerce, Air Market) – spółka akcyjna z siedzibą w Warszawie, polski dystrybutor krajowych i zagranicznych marek odzieżowych. 
Przedsiębiorstwo zostało założone w 2010 roku. Zajmuje się sprzedażą stacjonarną i internetową. Od 2021 jest notowane na rynku NewConnect.

## Historia
Historia marki handlowej Moliera2 sięga 2008 roku, kiedy powstał pierwszy sklep w Warszawie, przy ul. Moliera 2. od lokalizacji została zaczerpnięta nazwa marki. Spółka liczy siedem butików stacjonarnych w kilku miastach w Polsce. Są to butiki w Warszawie, Poznaniu, Katowicach, Sopocie oraz w Zakopanem. W 2011 firma rozpoczęła sprzedaż online na platformie Moliera2.com.
W 2020 rozpoczęła program #Moliera2iPrzyjaciele, polegający na udostępnieniu platformy sprzedażowej markom, które znalazły się w trudnej sytuacji biznesowej na skutek pandemii. Do programu dołączyły np. marki Robert Kupisz czy Balagan. Inicjatywa została nagrodzona w konkursie Doskonałość Mody 2020 organizowanym przez magazyn „Twój Styl”. W tym samym roku marka została własnością spółki Modern Commerce S.A.
W 2021 spółka zadebiutowała na rynku NewConnect.
W 2023 spółka posiadała 7 sklepów stacjonarnych w Polsce, w Katowicach, Poznaniu, Sopocie i Warszawie oraz sklep internetowy. W ofercie sklepu znajdują się między innymi takie marki jak Balmain, Christian Louboutin, Manolo Blahnik, Alexander McQueen, Isabel Marant, Burberry, Kenzo, Amina Muaddi oraz Off-White.

## Nagrody i wyróżnienia
- Doskonałość Mody Twój Styl: 2015, 2016, 2017, 2018, 2019, 2020[6][7][8][9][10][11]